# ملاذات القراصنة

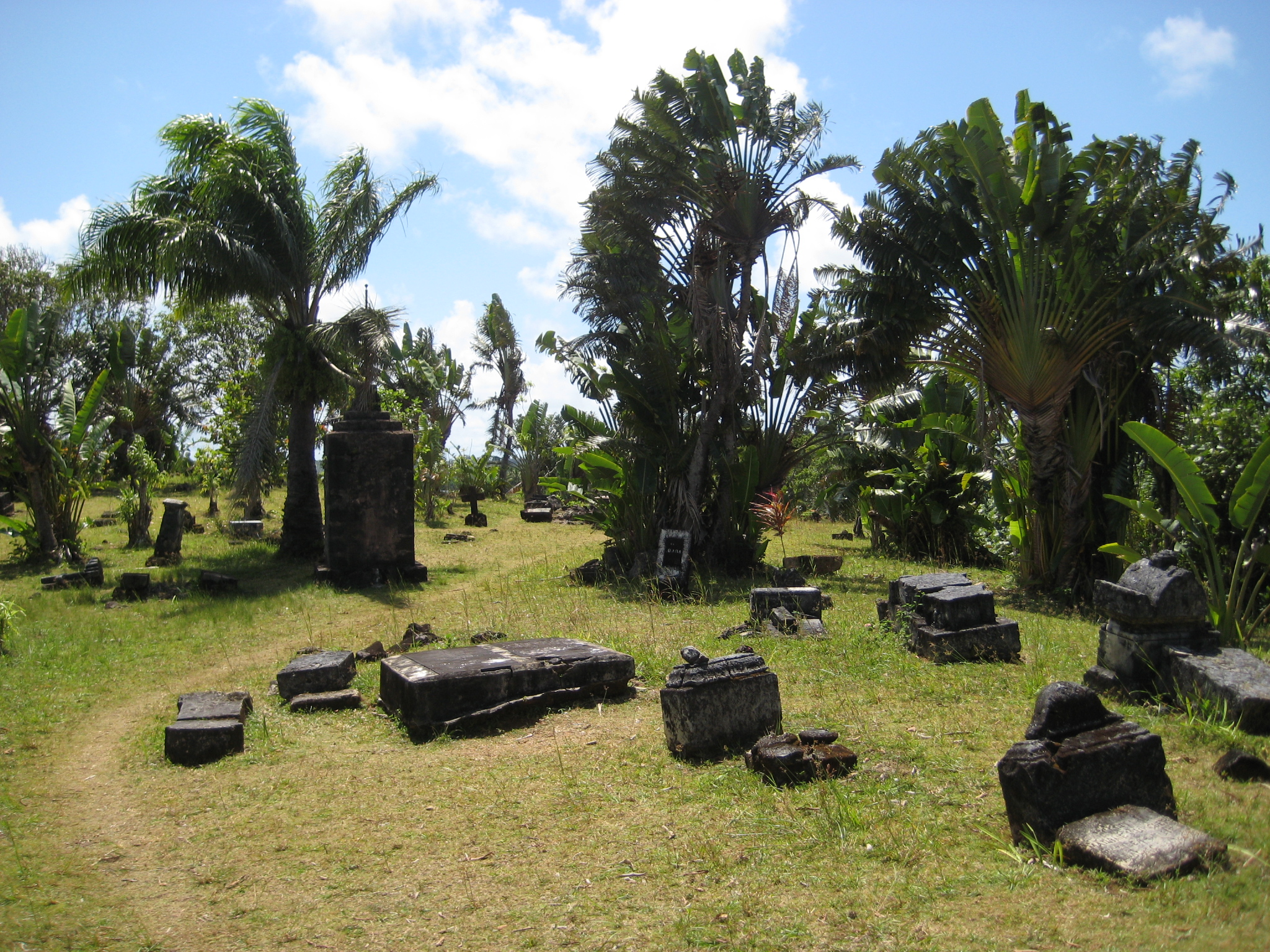

ملاذات القراصنة هي موانئ أو مرافئ آمنة يستخدمها القراصنة في إصلاح السفن التابعة لهم وإعادة الإمداد والتوظيف وإنفاق الغنائم وتلافي القبض عليهم و / أو التربص بالسفن التجارية التي يمرون بجانبها. وتوجد بالمناطق حكومات غير قادرة أو راغبة في فرض القوانين الأميرالية. مما يخلق الظروف الملائمة للقراصنة والقرصنة.
غالبًا ما تقع هذه الملاذات بجوار خطوط الشحن البحري البحرية. وعلى الرغم من كون بعض الملاذات مجرد خلجان سرية، إلا أن الحكومات قامت بإنشاء بعضها وقاموا بتوظيف القباطنة لعرقلة التجارة الخارجية للدول المنافسة.
تضمنت بعض ملاذات القراصنة التاريخية على خليج باراتاريا وبورت رويال وتورتوغا. والتي قدمت بعضًا من الاستقلال الذاتي للقباطنة والقراصنة. وتشمل بعض الملاذات الحديثة إيل، وهي الموجودة في منطقة أرض البنط من الصومال الشمالية، وهاراردهير (زارارد-هيير)، وهي الموجودة في محافظة مدج من الصومال. ويُعتقد أن الحكومة الفيدرالية الانتقالية لعام 2011 للصومال غير قادرة على فرض القوانين الأميرالية. وتشمل الملاذات الحديثة الأخرى جاراد وهبيا في الصومال الوسطى.

## على الساحل البربري
من الناحية التاريخية، احتوى الساحل البربري على عدد من ملاذات القراصنة، ومن أهمها سلا والجزائر وتونس. وكان يستخدم الجهاد البحري الإسلامي هذه الملاذات للقراصنة منذ القرن 16 إلى القرن 19. وقام القراصنة الذين أطلق عليهم«القرصنة البربرية» باجتياح سفن الشحن الأوروبية واستعباد الكثير من الأسرى. كانت تعد جمهورية سلا للقراصنة، في المغرب خلال القرن 17، دولة مصغرة تتميز بلغة خاصة للميناء البحري الخاص بها والتي تعرف باسم «الفرانكو»، حيث كما صرح القرصان الآخر أنها أجرت المعاهدات من وقت لآخر مع الحكومات الأوروبية، للاتفاق على عدم مهاجمة أساطيلها.
لقد تأسست بحرية الولايات المتحدة، بدورها، لمواجهة أنشطة الجهاد البحري وكافحت الولايات المتحدة حرب طرابلس وحرب الجزائر (1801 - 1805، 1815) للتخلص من هذا التهديد على سفن الشحن. كان من المفترض لبعض ملاذات القراصنة تكوين مجتمعات لاسلطوية تعرف باسم يوتوبيا القراصنة.

## قائمة بالأمثلة
- خليج باراتاريا في الولايات المتحدة
- كامبيتش في المكسيك
- إيل في الصومال
- جاراد في الصومال
- سان أندريس (تينيريفي) في إسبانيا.
- هبيا في الصومال
- بورتو فارينا في تونس
- هاراردهير (زارارد-هيير) في الصومال
- ليبرتاتيا في مدغشقر
- بورت رويال في جامايكا
- تورتوغا في هاييتي